# Kszenyija Jurjevna Pervak
Kszenyija Jurjevna Pervak (oroszul: Ксения Юрьевна Первак; Cseljabinszk, 1991. május 27. –) orosz származású, kazak színekben játszó hivatásos teniszezőnő, junior Grand Slam-tornagyőztes.
2005-ben vált profi versenyzővé. 2009-ben a juniorok között egyéniben megnyerte az Australian Opent. A felnőttek között egyetlen WTA-tornáját 2011 szeptemberében nyerte meg Taskentben, és egy döntőt játszott, 2011 júliusában Bakuban. Ezen kívül kilenc egyéni és három ITF-tornán végzett az első helyen. A Grand Slam-tornákon a legjobb eredményét 2011-ben érte el, amikor Wimbledonban a negyedik körig jutott. Az egyéni világranglistán a legjobb helyezése a harminchetedik volt, ezt 2011 szeptemberében érte el, párosban a 123. helyig jutott 2012 januárjában.
A 2012-es szezontól kazak színekben versenyez.

## Junior Grand Slam-döntői

### Egyéni

#### Győzelmei (1)
| Év   | Bajnokság       | Borítás | Ellenfél     | Eredmény |
| ---- | --------------- | ------- | ------------ | -------- |
| 2009 | Australian Open | Kemény  | Laura Robson | 6–3, 6–1 |

## WTA-döntői

### Egyéni

#### Győzelmei (1)
| Összesítés           |                        |
| Grand Slam-torna (0) |                        |
| Tier I (0)           | Premier Mandatory* (0) |
| Tier II (0)          | Premier Five* (0)      |
| Tier III (0)         | Premier* (0)           |
| Tier IV (0)          | International* (1)     |
| Tier V (0)           | Challenger* (0)        |

* 2009-től megváltozott a tornák rendszere. Challenger tornákat 2012-től rendeznek.
 Az egymás mellett azonos színnel jelölt tornatípusok között nincs teljes mértékű megfelelés.
| No. | Dátum                | Helyszín               | Borítás | Ellenfél a döntőben | Eredmény a döntőben |
| 1.  | 2011. szeptember 17. | Tashkent Open, Taskent | Kemény  | Eva Birnerová       | 6–3, 6–1            |

#### Elveszített döntői (1)
| No. | Dátum            | Helyszín       | Borítás | Ellenfél a döntőben | Eredmény a döntőben |
| 1.  | 2011. július 24. | Baku Cup, Baku | Kemény  | Vera Zvonarjova     | 1–6, 4–6            |

### Páros

#### Elveszített döntői (1)
| No. | Dátum             | Helyszín                  | Borítás | Partner        | Ellenfelek a döntőben     | Eredmény a döntőben |
| 1.  | 2010. február 14. | PTT Pattaya Open, Pattaja | Kemény  | A. Csakvetadze | M. Eraković T. Tanasugarn | 5–7, 1–6            |

## Eredményei Grand Slam-tornákon

### Egyéniben
| Grand Slam | Australian Open | Australian Open | Roland Garros | Roland Garros   | Wimbledon      | Wimbledon       | US Open        | US Open           |
| Év         | Eredmény        | Utolsó ellenfél | Eredmény      | Utolsó ellenfél | Eredmény       | Utolsó ellenfél | Eredmény       | Utolsó ellenfél   |
| 2009       | Selejtező       | Selejtező       | –             | –               | –              | –               | –              | –                 |
| 2010       | Selejtező       | Selejtező       | 1. kör        | M. Sarapova     | Selejtező      | Selejtező       | 1. kör         | R. Marino         |
| 2011       | 1. kör          | N. Petrova      | 1. kör        | P. Parmentier   | 4. kör         | T. Paszek       | 1. kör         | Ana Ivanović      |
| 2012       | 1. kör          | Li Na           | 1. kör        | V. Lepchenko    | 1. kör         | Li Na           | 1. kör         | C. Suárez Navarro |
| 2013       | 2. kör          | Heather Watson  | –             | –               | –              | –               | Selejtező (Q3) | Selejtező (Q3)    |
| 2014       | –               | –               | 1. kör        | Marija Sarapova | Selejtező (Q1) | Selejtező (Q1)  | 1. kör         | Angelique Kerber  |
| 2015       | –               | –               | –             | –               | –              | –               | Selejtező (Q1) | Selejtező (Q1)    |
| 2016       | –               | –               | –             | –               | –              | –               | –              | –                 |
| 2017       | Selejtező (Q1)  | Selejtező (Q1)  | –             | –               | –              | –               | –              | –                 |

## ITF-győzelmei

### Egyéni (9)
| No. | Dátum                | Helyszín  | Borítás    | Ellenfél a döntőben | Eredmény a döntőben |
| 1.  | 2007. szeptember 30. | Batumi    | Kemény     | Corinna Dentoni     | 6–4, 6–3            |
| 2.  | 2008. augusztus 17.  | Penza     | Salak      | Szofia Sapatava     | 6–4, 6–1            |
| 3.  | 2008. augusztus 23.  | Moszkva   | Salak      | Jelena Kulikova     | 3–6, 6–3, 6–1       |
| 4.  | 2009. augusztus 8.   | Moszkva   | Salak      | Jekatyerina Ivanova | 4–6, 6–4, 6–2       |
| 5.  | 2009. augusztus 15.  | Moszkva   | Salak      | Jekatyerina Ivanova | 6–0, 6–2            |
| 6.  | 2009. október 3.     | Helsinki  | Kemény (f) | Stéphanie Foretz    | 6–4, 6–2            |
| 7.  | 2010. július 4.      | Toruń     | Salak      | Magda Linette       | 6–4, 6–1            |
| 8.  | 2013. október 28.    | Isztambul | Kemény (f) | Anhelina Kalinyina  | 6–0, 7–5            |
| 9.  | 2013. november 4.    | Isztambul | Kemény (f) | Eva Birnerová       | 6–4, 7–6(4)         |

### Páros (3)
| No. | Dátum                | Helyszín         | Borítás     | Partner            | Ellenfelek a döntőben                  | Eredmény a döntőben |
| 1.  | 2008. szeptember 12. | Rusze            | Salak       | Alekszandra Panova | Vitalija Gyjacsenko Jevgenyija Paskova | 6–2, 6–7(5), [10–5] |
| 2.  | 2008. november 9.    | Ismaning         | Szőnyeg (f) | Okszana Ljubcova   | Julia Görges Laura Siegemund           | 6–2, 4–6, [10–7]    |
| 3.  | 2010. április 3.     | Hanti-Manszijszk | Szőnyeg (f) | Alekszandra Panova | Ljudmila Kicsenok Nagyija Kicsenok     | 7–6(7), 2–6, [10–7] |

## Év végi világranglista-helyezései
| Év     | 2007 | 2008 | 2009 | 2010 | 2011 | 2012 | 2013 | 2014 | 2015 | 2016 | 2017 |
| Egyéni | 301. | 156. | 138. | 97.  | 39.  | 105. | 165. | 120. | 573. | –    | 827. |
| Páros  | –    | 315. | 362. | 177. | 140. | 343. | 289. | –    | –    | –    | –    |